# Sandra Brugnera
Sandra Brugnera, née le 13 août 1943 à Venise (Vénétie), est une patineuse artistique italienne, triple championne d'Italie entre 1962 et 1964.

## Biographie

### Carrière sportive
Sandra Brugnera domine le patinage artistique féminin italien de 1962 à 1964, en remportant trois titres nationaux.
Elle représente son pays à cinq championnats européens (1961 à Berlin-Ouest, 1962 à Genève, 1963 à Budapest, 1964 à Grenoble et 1965 à Moscou), quatre mondiaux (1962 à Prague, 1963 à Cortina d'Ampezzo, 1964 à Dortmund et 1965 à Colorado Springs) et aux Jeux olympiques d'hiver de 1964 à Innsbruck.
Elle quitte les compétitions sportives après les mondiaux de 1965.

## Palmarès
| Compétitions principales | 1961    | 1962    | 1963    | 1964    | 1965    |  |  |  |  |  |  |  |  |  |
| Jeux olympiques d'hiver  |         |         |         | 26e     |         |  |  |  |  |  |  |  |  |  |
| Championnats du monde    |         | 18e     | 18e     | 19e     | 15e     |  |  |  |  |  |  |  |  |  |
| Championnats d'Europe    | 22e     | 11e     | 13e     | 14e     | 13e     |  |  |  |  |  |  |  |  |  |
| Championnats d'Italie    |         | 1re     | 1re     | 1re     |         |  |  |  |  |  |  |  |  |  |
|                          |         |         |         |         |         |  |  |  |  |  |  |  |  |  |
| Autre Compétition        | 1960/61 | 1961/62 | 1962/63 | 1963/64 | 1964/65 |  |  |  |  |  |  |  |  |  |
| Trophée Richmond         |         | 7e      | 8e      | 1re     |         |  |  |  |  |  |  |  |  |  |
|                          |         |         |         |         |         |  |  |  |  |  |  |  |  |  |